# Louis Jouvet

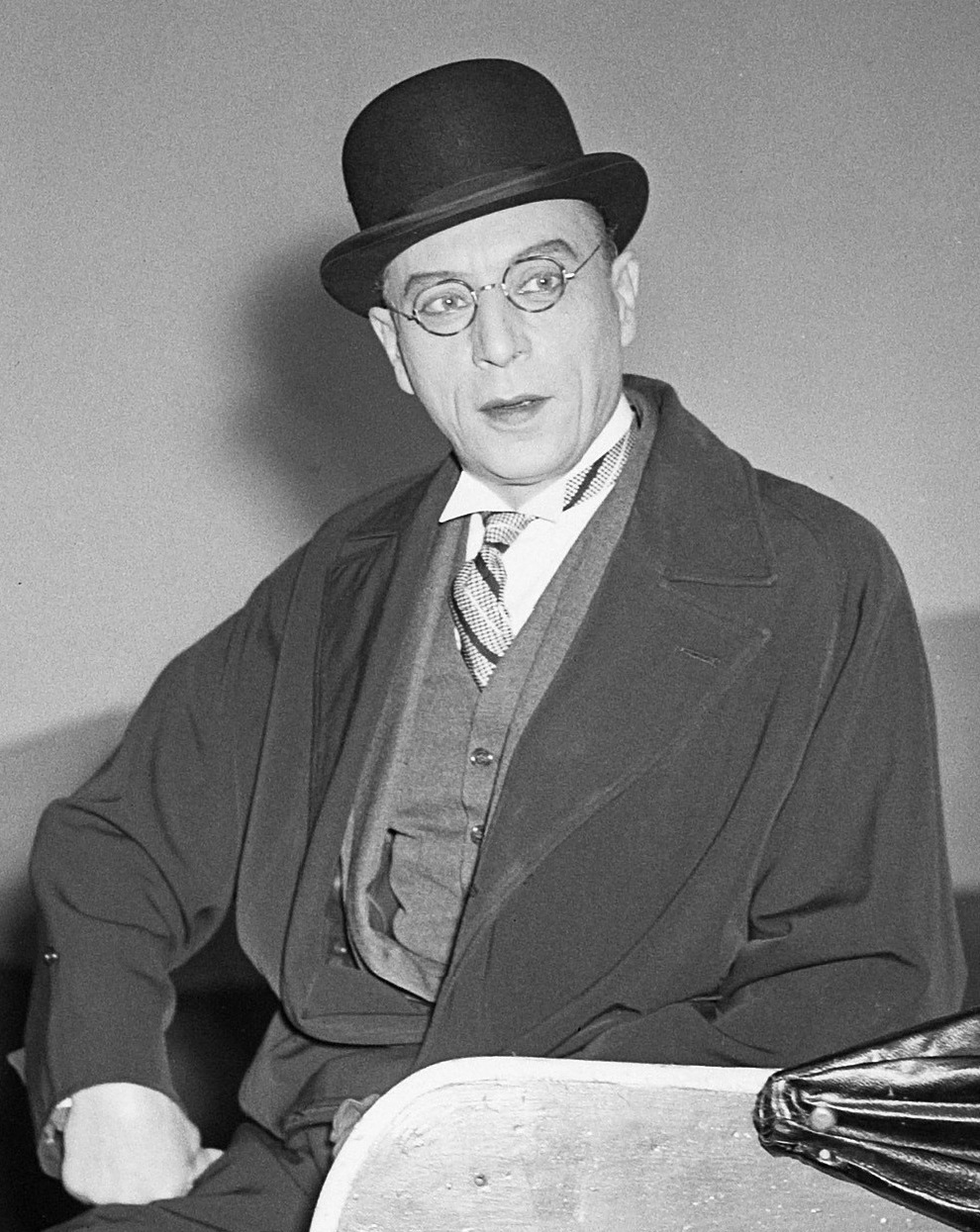
Louis Jouvet, 1950

Jules Eugène Louis Jouvet (* 24. Dezember 1887 in Crozon; † 16. August 1951 in Paris) war ein französischer Schauspieler, Regisseur, Theaterleiter und Schauspiellehrer, ein hoch angesehener und gefeierter Bühnenstar seines Landes in der ersten Hälfte des 20. Jahrhunderts und ein herausragender Charakterdarsteller im Film der 1930er Jahre.

## Leben

### Am Theater
Jouvet, seit seinem 15. Lebensjahr Halbwaise, hatte eine Lehre zum Drogisten abgeschlossen, bevor er sich für die Schauspielerei entschied. Insgesamt dreimal wurde er bei der Aufnahmeprüfung zum Pariser Konservatorium abgelehnt, und so begann Jouvet seine Schauspielerkarriere – erste zwei Probeauftritte an einer Bühne im Juni 1907 – über Umwege. Er arbeitete ab 1908 zunächst im Verwaltungsbereich einer Wanderbühne, ehe er zwei Jahre darauf nach seinem Debüt in der Theatergruppe von Léon Noël erstmals regelmäßig als Schauspieler arbeiten durfte. 1911 schloss er sich dem Théâtre des Arts an.
1913 wurde Jouvet an Jacques Copeaus Théâtre du Vieux-Colombier berufen, wo er als Schauspieler aber auch als Ausstatter und Inspizient eingesetzt wurde. Im selben Jahr gab er auch seinen Einstand vor der Kamera an der Seite seines berühmten Kollegen Harry Baur. Bei Ausbruch des Ersten Weltkriegs wurde Jouvet eingezogen und diente vor allem als Sanitäter. Wieder zurück im Zivilleben, ging Louis Jouvet im November 1917 mit der Truppe des Vieux-Colombier auf ausgedehnte Gastspielreise in die USA. 1922 wurde er für die kommenden zwölf Jahre zum Leiter der Comédie des Champs-Élysées berufen, 1934 übernahm Jouvet das Théâtre de l'Athénée. Als Theaterdirektor und Intendant führte Louis Jouvet vor allem und immer wieder Stücke von Jean Giraudoux, Jules Romains und Molière auf. Sein neoklassizistischer Inszenierungsstil beeinflusste das europäische Theater jener Zeit wesentlich.
Im ersten Jahr der deutschen Besetzung Frankreichs durch die deutsche Wehrmacht, von Juni 1940 bis Juni 1941, übernahm Jouvet die Leitung der wichtigsten französischen Theater. Gleich darauf ging er für eine Filmverpflichtung in die französischsprachige Schweiz und spielte in einer unvollendet gebliebenen Adaption von Molières Die Schule der Frauen unter der Regie von Max Ophüls. Im Anschluss daran reiste er weiter nach Lateinamerika und fuhr via Kuba und Mexiko weiter nach Südamerika, wo er mit seiner eigenen Schauspieltruppe ausschließlich Theater spielte. Später erhielten er und seine Truppe auch eine persönliche Einladung vom Staatspräsidenten Haitis.
Bei Kriegsende kehrte Jouvet nach Frankreich zurück. Seine Erfahrungen am Theater schrieb Jouvet in insgesamt fünf Büchern nieder.

### Beim Film
Jouvets hageres und kantiges Gesicht mit der spitzen Nase war eines der markantesten Profile beim Film. Dort trat er seit Beginn der 1930er Jahre regelmäßig auf und erhielt seine erste bedeutende Rolle 1933 in dem Film Knock. Im selben Jahrzehnt konnte Jouvet eine Fülle von sehr unterschiedlichen Charakteren spielen. Er verkörperte einen verarmten russischen Baron in Jean Renoirs Nachtasyl (1936), den von der heiligen Inquisition beauftragten Mönch in Jacques Feyders La kermesse héroique (1935), den einst gefeierten und inzwischen vergessenen Schauspieler Saint Clair in Lebensabend (1938), den Fuhrmann des Todes in La charrette fantôme (1939) sowie eine Reihe von Polizeiinspektoren (Alibi, Zwischen elf und Mitternacht, Une histoire d’amour) aber auch allerlei lichtscheue Gestalten wie in Spione in Saloniki und Ramuntcho (1937).
In den frühen Nachkriegsjahren hatte er zwar noch einige interessante Rollen erhalten – darunter als Kriminalinspektor in Henri-Georges Clouzots Unter falschem Verdacht (1947) und in eine Neuauflage des Knock-Films (1950), konnte aber an seine Vorkriegserfolge nicht mehr anschließen.

## Filmografie
- 1913: Shylock
- 1932: Topaze
- 1933: Knock (auch Regiemitarbeit)
- 1935: La kermesse héroïque
- 1936: Mister Flow
- 1936: Nachtasyl (Les Bas-fonds)
- 1936: Spione in Saloniki (Mademoiselle Docteur)
- 1937: Spiel der Erinnerung (Un Carnet der bal)
- 1937: Alibi (L'Alibi)
- 1937: Ein sonderbarer Fall (Drôle de drame)
- 1937: Gebrandmarkt (Forfaiture)
- 1937: Die Marseillaise (La Marseillaise)
- 1938: Ramuntcho
- 1938: Das Leben ist kein Roman (La maison du Maltais)
- 1938: Hôtel du Nord
- 1938: Le drame de Shanghaï
- 1938: Theaterliebe (Entrée des artistes)
- 1938: Education du prince
- 1938/41: Der betrogene Betrüger (Volpone)
- 1939: Lebensabend (La Fin du jour)
- 1939: La charrette fantôme
- 1939: Serenade (Sérénade)
- 1940: Untel père et fils
- 1941: L'école des femmes (unvollendet)
- 1946: Schatten der Vergangenheit (Un revenant)
- 1946: In Teufels Krallen (Copie conforme)
- 1947: Unter falschem Verdacht (Quai des Orfèvres)
- 1947: Les amoureux sont seuls au monde
- 1948: Zwischen elf und Mitternacht (Entre onze heures et minuit)
- 1948: Rückkehr ins Leben (Retour à la vie)
- 1949: Lady Paname
- 1950: Dr. Knock läßt bitten (Knock)
- 1950: Miquette et sa mère
- 1951: Une histoire d'amour